# Ölschnitz (dopływ Białego Menu)
Ölschnitz – rzeka w Bawarii, w Smreczanach, uchodzi do Białego Menu (prawy dopływ) w Bad Berneck im Fichtelgebirge.